# Punto... y seguido
Punto... y seguido es un doble álbum recopilatorio del artista español Joaquín Sabina. Lo componen 2 cajas con su discografía y material inédito. Fue puesto a la venta en 2006.

## Punto...
La caja Punto... (1980-1990) contiene 9 CD y un DVD: los siete primeros discos de su carrera (uno de ellos doble en directo) además de 1 CD extra con colaboraciones, homenajes y dúos realizados por Joaquín Sabina a lo largo de su carrera (incluyendo sus grabaciones con La Mandrágora, Los Secretos, Burning, Ana Belén; homenajes a Serrat y Tequila o su mano-a-mano con Fito Páez en Enemigos íntimos) y un DVD inédito en el que por primera vez se recogen las actuaciones de Sabina en TVE desde el comienzo de su carrera (en el programa Si yo fuera presidente de Fernando García Tola) hasta sus presentaciones más recientes (como el homenaje a Pablo Neruda): más de 40 actuaciones en televisión, la mayor parte de ellas en directo, que conforman un recorrido histórico sin nostalgias, absolutamente vital para entender la evolución de un artista cuya trayectoria musical sí que está completamente “globalizada” (del rock al pop, pasando por la rumba, la ranchera, la canción española, el tango e, incluso, el rap).

### Canciones
1. Passejant per Barcelona
2. Esto es un atraco
3. Ojos de gata
4. A la sombra de un león
5. No hago otra cosa que pensar en ti
6. Jugar por jugar
7. Nosotros
8. Rock 'n' Roll en la plaza del pueblo
9. Tu alma en el sur
10. Más guapa que cualquiera

## y seguido
La caja y seguido (1992-2005) contiene asimismo 9 CD y 1 DVD: los siguientes 7 discos de su carrera (otro de ellos doble en directo), más 1 CD extra con otras colaboraciones, dúos y homenajes entre las que se incluyen grabaciones con Miguel Ríos, Café Quijano, Pablo Milanés o María Jiménez, y sus homenajes a Triana, Aute, Bambino, Calamaro o Krahe, además de colaboraciones/homenajes inéditos con artistas latinoamericanos (Charly García, Baglietto, José Alfredo Jiménez) y que por primera vez se publican en España. El DVD de esta caja es asimismo inédito comercialmente e incluye, por un lado, los 21 videoclips realizados a lo largo de su carrera (desde Así estoy yo sin ti hasta Resumiendo) y, por otra, un concierto también inédito de una hora de duración grabado en 1994 en Las Ventas de Madrid durante la gira presentación de su álbum Esta boca es mía.

### Canciones
1. La bien pagá
2. ¿Quién es Caín, Quién es Abel?
3. Desnuda la mañana
4. María de las mareas
5. Aves de paso
6. Otro jueves cobarde
7. Con dos camas vacías
8. La Magdalena
9. No puedo enamorarme de ti
10. Motivos de un sentimiento
11. Las ciudades
12. No tienes corazón
13. Culpable
14. Amo el amor de los marineros
15. Rubia de la cuarta fila
16. Don Andrés Octogenario
17. Todavía una canción de amor